# (7198) Montelupo
(7198) Montelupo ist ein Asteroid des Hauptgürtels, der am 16. Januar 1994 vom italienischen Astronomen Andrea Boattini an der Cima Ekar Station (IAU-Code 098) des Osservatorio Astrofisico di Asiago in der Region Venetien entdeckt wurde.
Der Asteroid wurde am nach der italienischen Gemeinde Montelupo Fiorentino in der Metropolitanstadt Florenz in der Region Toskana benannt, in der das Montelupo-Observatorium (Osservatorio di Montelupo) beheimatet ist.